# El Ouardia (délégation)
El Ouardia est une délégation tunisienne dépendant du gouvernorat de Tunis.
En 2004, elle compte 33 734 habitants dont 16 873 hommes et 16 861 femmes répartis dans 8 650 ménages et 8 462 logements.

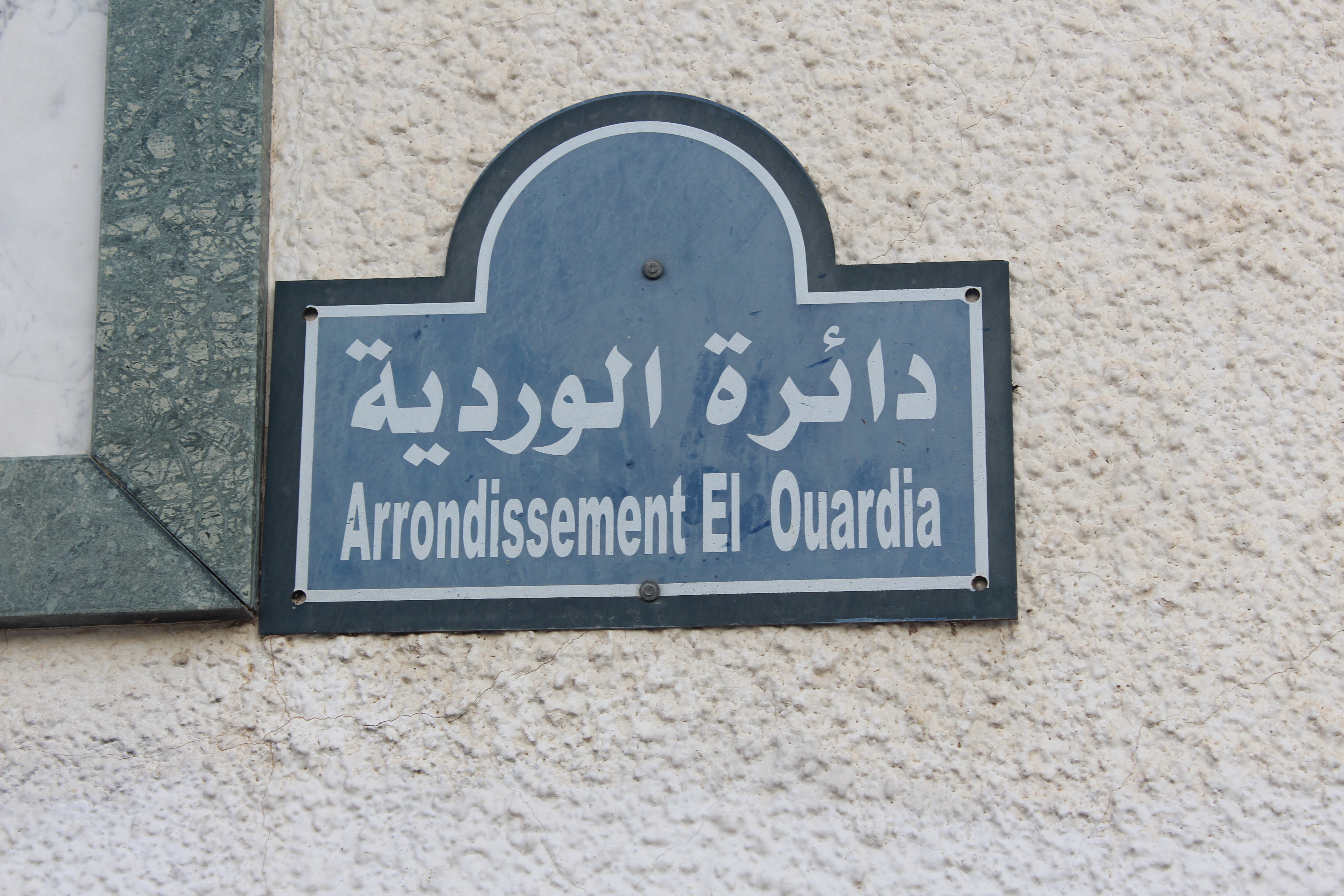
Plaque marquant l'arrondissement d'El Ouardia

Elle comporte un certain nombre de quartiers dont :
- Cité Monome ;
- Belle Vue[3] ;
- Cité Mohamed-Ali ;
- La Cagna ;
- Dubosville ;
- Borj Ali Raïs ;
- Cité El Izdihar ;
- El Ouardia ;
- Les Martyrs ;
- Mathul de Ville.

Elle est délimitée par la délégation de Sidi El Béchir au nord, celle d'El Kabaria au sud, celle de Djebel Jelloud à l'est et la sebkha Séjoumi ainsi que la délégation de Séjoumi à l'ouest.